# 京都府立西乙訓高等学校
京都府立西乙訓高等学校（きょうとふりつ にしおとくにこうとうがっこう）は、京都府長岡京市下海印寺西明寺にある府立の高等学校。通称は「西乙」。アメリカ・アーリントン高校を姉妹校に持つ。

## 教育理念
ア：心身ともに健全でたくましく、心豊かに生きる人間を育成する。
イ：希望と情熱、創意と活力に満ちた学校づくりを目指す。
ウ：一人一人の生徒の学力充実・向上を図り、主体的に生き抜く力を育む。
教育の特色
「学びの空間　夢中になれる瞬間」

## 設置学科
- 普通科

パイオニアコース、
アカデミックコース（文・理）、
グローバルコース

## 沿革
- 1983年9月 - 定例府議会で校名が決定[1]
- 1983年12月 - 校章と制服が決定[2]
- 1984年4月 - 開校
- 1985年4月 - 新高校教育制度発足により、全日制普通科（第I類・第II類人文系、理数系）を設置
- 2009年4月 - 学区の統合により、京都市西通学圏から京都市南通学圏へ変更
- 2014年4月 - 類型制度、総合選抜を廃止。学校単位で出願する単独選抜へ移行
- 2014年 - 文部科学省委託事業「外部専門機関と連携した英語指導力向上事業」研修協力校指定
- 2018年7月 - ユネスコスクールに認定

## 交通アクセス
- 阪急京都本線 西山天王山駅下車 徒歩10分

## 出身者
- 小原明大（長岡京市議会議員）
- 下小鶴綾(元サッカー選手（アテネ五輪代表）)